# Jean Ville
Pour les articles homonymes, voir Ville (homonymie).
Jean Ville, aussi connu sous les noms Jean-André Ville et André Ville, né le 24 juin 1910 à Marseille, mort le 22 janvier 1989 à Blois (Loir-et-Cher), est un mathématicien français, élève de Maurice René Fréchet. Il est connu pour avoir démontré en 1938 une extension du théorème du minimax de von Neumann, ainsi que pour ses contributions dans le domaine des statistiques et de l'économie. Il est un des pionniers de la théorie des martingales et a procédé à des critiques rigoureuses et pertinentes de la notion de suite aléatoire.

## Biographie
Jean André Ville est le fils de Jean Baptiste Ville (1871-1927) et de Marie Vernet (1876-1955), tous deux de familles originaires de Mosset dans les Pyrénées-Orientales. Son premier prénom est celui de son parrain et oncle, Jean Ville, le second, celui de son grand-père, André Vernet. André est le prénom d'usage dans la famille, mais dans sa vie professionnelle, il utilisera Jean. Bernard d'Orgeval, un camarade de promotion, écrit dans l'annuaire des anciens élèves de l’ENS 1992 « très discret sur sa vie privée, discrétion marquée par l’emploi du prénom Jean dans sa carrière scientifique et administrative, alors qu’en famille il était André. »
Il est un ancien élève du lycée Thiers de Marseille et de l'École normale supérieure (promotion 1929), où il entre premier. Il obtient l'agrégation de mathématiques en 1932.

## Publications
- Applications de la théorie des probabilités aux jeux de hasard, d'Émile Borel et Jean Ville (1938)